# Distrikt Concepción (Vilcas Huamán)
Der Distrikt Concepción liegt in der Provinz Vilcas Huamán in der Region Ayacucho in Südzentral-Peru. Der Distrikt wurde am 19. November 1954 gegründet. Er besitzt eine Fläche von 229 km². Beim Zensus 2017 wurden 1766 Einwohner gezählt. Im Jahr 1993 lag die Einwohnerzahl bei 2262, im Jahr 2007 bei 2885. Sitz der Distriktverwaltung ist die 3050 m hoch gelegene Ortschaft Concepción mit 279 Einwohnern (Stand 2017). Concepción liegt knapp 16 km nordöstlich der Provinzhauptstadt Vilcas Huamán.

## Geographische Lage
Der Distrikt Concepción liegt im Andenhochland im Nordosten der Provinz Vilcas Huamán. Der Río Pampas fließt entlang der östlichen Distriktgrenze nach Norden.
Der Distrikt Concepción grenzt im Süden an den Distrikt Vilcas Huamán, im Westen an den Distrikt Vischongo, im Norden an den Distrikt Ocros (Provinz Huamanga) sowie im Osten an die Distrikte Huaccana, Chincheros und Cocharcas (alle drei in der Provinz Chincheros).

## Ortschaften
Neben dem Hauptort gibt es folgende größere Ortschaften im Distrikt:
- Astanya
- Chacari
- Collaspampa
- Huaracayoq
- San Antonio de Pirhuabamba
- San Pedro de Tantar
- Santa Rosa de Qochamarca
- Virgen del Carmen de Pacomarca